# Африканский чёрный кулик-сорока
Африканский чёрный кулик-сорока (лат. Haematopus moquini) — вид птиц семейства кулики-сороки (Haematopodidae). Видовое латинское название дано в честь французского зоолога Альфреда Мокен-Тандона (1804—1863).
Распространены вдоль морского побережья и на шельфовых островах Намибии и ЮАР. Как залетный вид наблюдался в Мозамбике и Анголе.
Птица длиной 42—45 см, размах крыльев 80—88 см, масса 665—735 г. Тело полностью покрыто чёрным оперением. Длинный и крепкий клюв яркого красного цвета. Ноги красные. Окологлазное кольцо красное.
Обитает вдоль морского побережья на скалистых берегах. Питается преимущественно двустворчатыми моллюсками, реже крабами и полихетами. Сезон размножения приходится на ноябрь — апрель. Гнездо представляет собой неглубокое углубление среди камней, на расстоянии примерно 30 м от границы моря. Кладка состоит из двух яиц. Насиживают оба партнёра. Инкубация продолжается 27—39 дней. Молодые птицы могут летать через 35—40 дней.